# Темсах – Ель-Гаміль
Темсах – Ель-Гаміль – трубопровідна система для видачі продукції кількох газових родовищ, що виявлені у єгипетському секторі Середземного моря.
У 1999 році почалась розробка газоконденсатного родовища Темсах, виявленого на однойменному ліцензійному блоці. Видачу його продукції організували до берегового газопереробного заводу Ель-Гаміль (розташований західніше від Порт-Саїду на косі, яка відділяє від моря озеро Манзала), для чого проклали головний газопровід довжиною 62 км та діаметром 800 мм. Крім того, спорудили допоміжні лінії тієї ж довжини з діаметрами 300 мм, 100 мм та 75 мм (можуть використовуватись для транспортування інших флюїдів, наприклад, конденсату або гліколю).
В 2001-му спорудили трубопровід завдовжки 21 км з діаметром 350 мм від родовища Акхен (Akhen, ліцензійна ділянка Рас-ель-Барр на захід від Темсах) до Темсаху.
В 2004-му на платформі родовища Темсах стався викид газу, який призвів до тривалої пожежі. Як наслідок, в наступні кілька років були встановлені нові платформа та підводний маніфольд, до якого під’єднали трубопроводи від родовищ Акхен та Північно-Західний Темсах (в останньому випадку проклали перемичку завдовжки 5,5 км з діаметром 600 мм).
Можливо відзначити, що лінія від родовища Темсах отримала назву «серравалійська», оскільки вона призначена для роботи із багатими на конденсат міоценовими покладами. В той же час, у другій половині 2000-х років з ліцензійної ділянки Темсах проклали ше один газопровід Деніс – Ель-Гаміль, який отримав назву «пліоценовий», оскільки транспортує «сухий» газ із покладів пліоцену.
В середині 2010-х в межах проекту DEKA до «серравалійського» газопроводу приєднали родовище Караван, для чого спорудили перемичку завдовжки 2,5 км та діаметром 250 мм.
Існував план видачі через інфраструктуру ділянки Темсах першої продукції супергігантського родовища Зогр, яке виявили у 2015-му. Втім, у підсумку Eni змогла запустити Зохр в роботу вже у 2017-му із використанням власної інфраструктури.